# De Havilland Don
de Havilland DH.93 Don là một loại máy bay huấn luyện đa năng của Anh trong thập niên 1930, do hãng de Havilland thiết kế chế tạo.

## Quốc gia sử dụng
Anh Quốc
- Không quân Hoàng gia

## Tính năng kỹ chiến thuật (Phiên bản liên lạc)
Dữ liệu lấy từ De Havilland Aircraft since 1909
Đặc điểm tổng quát
- Kíp lái: 3
- Chiều dài: 37 ft 4 in (11,38 m)
- Sải cánh: 47 ft 6 in (14,48 m)
- Chiều cao: 9 ft 5 in (2,87 m)
- Diện tích cánh: 304 ft² (28,24 m²)
- Trọng lượng rỗng: 5.050 lb (2.291 kg)
- Trọng lượng cất cánh tối đa: 6.530 lb (2.968 kg)
- Động cơ: 1 × de Havilland Gipsy King, 525 hp (391 kw)

 Hiệu suất bay 
- Vận tốc cực đại: 189 mph (164 knot, 304 km/h)
- Tầm bay: 890 mi (774 hải lý, 1,432 km)
- Trần bay: 23.300 ft (7.100 m)
- Vận tốc lên cao: 820 ft/phút (4,2 m/s)